# Georg Radanowicz
Georg Radanowicz (* 21. April 1939 in Aarau; † 1. März 2025) war ein Schweizer Filmregisseur und -produzent.

## Leben
Radanowicz lebte bis 1941 in Teheran und wuchs dann in Basel auf. 1958 bestand er die Matura am Humanistischen Gymnasium Basel. Von 1958 bis 1960 besuchte er an der Kunstgewerbeschule Zürich die Fotoklasse. Von 1961 bis 1966 studierte er Architektur an der ETH Zürich und schloss mit einem Diplom ab. Von 1966 bis 1967 arbeitete er im Fotostudio von Klaus Zaugg in Mailand mit. Ab 1968 lebte er in Zürich und bereiste Jugoslawien, Ägypten, die Vereinigten Staaten, die Sowjetunion und Polen. 1971 gründete er zusammen mit Fredi Murer, Markus Imhoof, Iwan Schumacher, Friedrich Kappeler und Sebastian C. Schroeder die Nemo Film GmbH. Von 1971 bis 1977 war er Präsident des Verbandes Schweizer Filmgestalter, heute Verband Filmregie und Drehbuch Schweiz. 1978 wurde er Verwaltungsratspräsident der Nemo Film AG.

## Werk
Radanowicz realisierte experimentelle Kurzspielfilme (Mottensack 1967; Pic-nic, 1967) und wandte sich danach dem kommerziellen Kurzfilm zu. Er machte Schnitt, Drehbuch, Regie und Produktion verschiedener filmischer Erzeugnisse. Sein erster Langfilm Alfred R. – Ein Leben und ein Film, in dem er sich mit dem Thema Selbstmord auseinandersetzt, wurde 1972 veröffentlicht; die Hauptrolle spielte Xavier Koller.
Zudem war er Gastmoderator der Sendung Zischtigsclub. Mit Walter Zschokke, Michael Hanak und Doris Fanconi realisierte er 2001 das Buch Nachkriegsmoderne Schweiz.
Radanowicz realisierte bis 1980 u. a. folgende Filme:
- 1960: Was ist Film? Für die Ausstellung Der Film im Kunstgewerbemuseum Zürich
- 1967: Pic-Nic. Experimentalfilmfestival Knokke, Prämie EDI
- 1967: Mottensack. Zusammen mit Klaus Zaugg
- 1967: Glump
- 1968: 13 Berner Museen. Prämie EDI
- 1968: Pausenhof. Für Abteilung Kultur und Wissenschaft, TV DRS
- 1969: 22 Fragen an Max Bill. Prämie EDI
- 1970: Grenzwächter – ein Beruf. Für die Eidgenössische Oberzolldirektion
- 1972: Alfred R. – ein Leben und ein Film. Prämie EDI, Zürcher Filmpreis, Spezialpreis der Jury in Sanremo
- 1977: Das Unglück. In gemeinsamem Auftrag des TV DRS und NDR, Prämie EDI, Zürcher Filmpreis
- 1980: Faulheit oder Der hinkende Alois (Todsünde 1). Komödie

## Schriften
- Ein Spaziergang für Max Gubler. In: Tages-Anzeiger. 11. Oktober 1972, S. 21.